# Poster
Il termine poster (dall'inglese to post, collocare, piazzare, appostare) letteralmente significa affisso, avviso, cartello, cartellone o manifesto; in lingua italiana assume differenti significati. Tuttavia, è traducibile come manifesto decorativo.

## Accezione comune

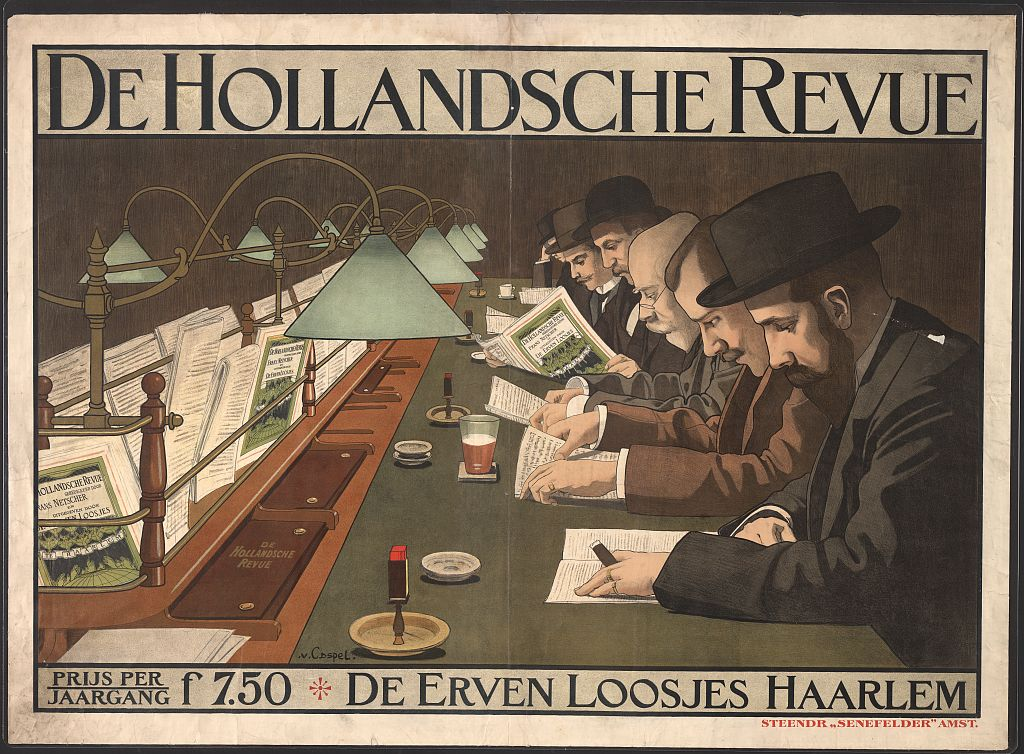
Un poster pubblicitario di Johann Georg van Caspel del 1899.

Un poster è un foglio di carta plastificata di grande formato (di solito almeno A3) da appendersi ad una parete. Perlopiù si vuole appendere poster all'interno di una casa (a differenza dei manifesti, che vengono affissi per strada), unicamente per il loro valore estetico. I poster in genere raffigurano paesaggi, attori, musicisti, pin-up o altri personaggi famosi, locandine di film, riproduzioni di dipinti, eccetera.

## In pubblicità

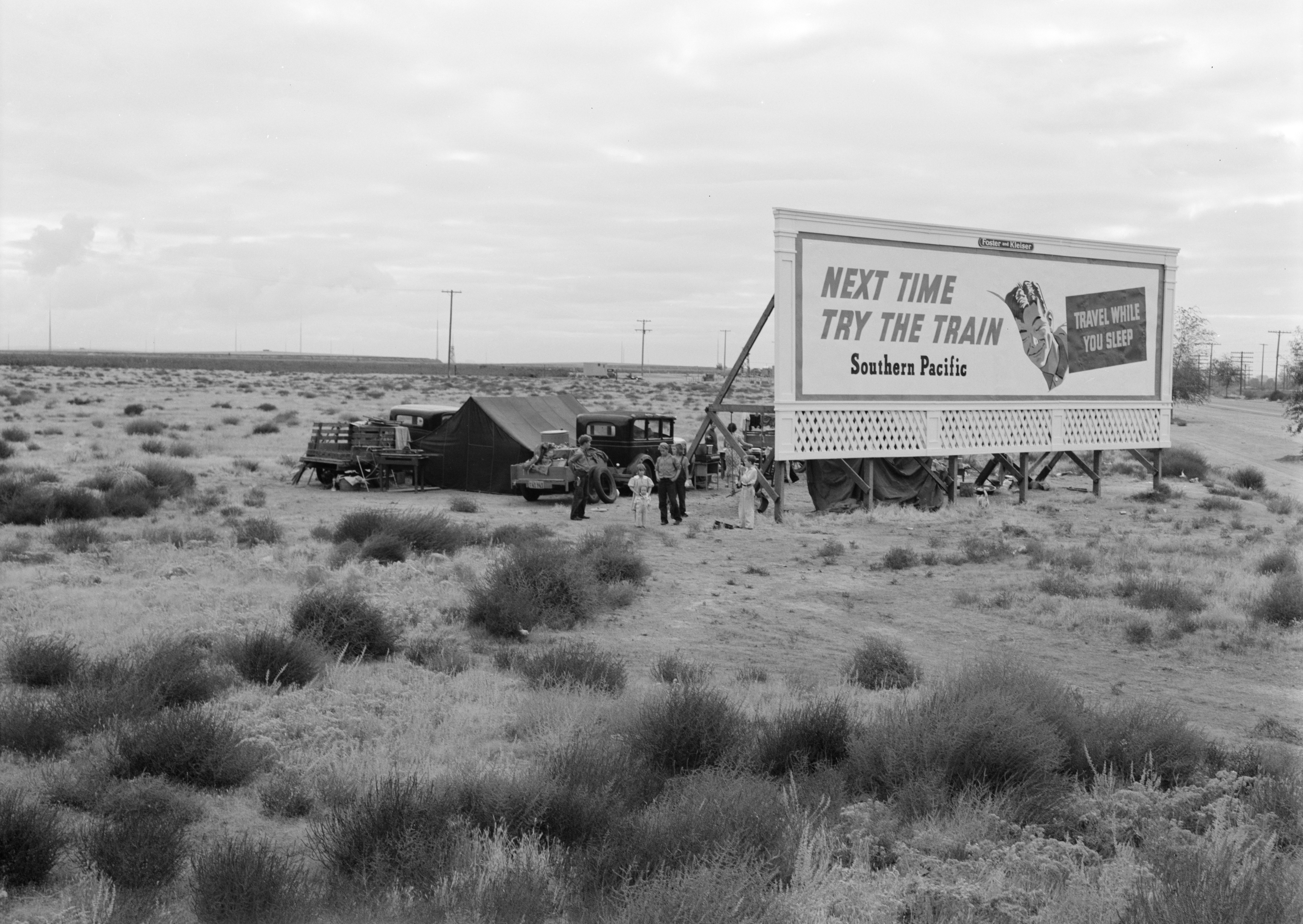
Anno 1938, California, Statale 99: automobilisti accampati per la notte al riparo di un poster stradale. La pubblicità dice: "La prossima volta prova il treno - Viaggia mentre dormi" (fotografia di Dorothea Lange).

I poster sono grandi manifesti rettangolari e orizzontali (quindi il lato lungo rappresenta la base e il lato corto l'altezza). Vengono affissi solitamente in ambiente esterno, in luoghi pubblici prestabiliti. Il classico formato è 6x2,8m o anche detto "12 fogli" in quanto composto da dodici fogli, ciascuno di dimensioni 1x1,4m.

### Caratteristiche
Le caratteristiche principali dei poster (che poi sono, in linea di massima, le stesse del manifesto) sono le seguenti:
Vantaggi
- Grande impatto visivo.
- Avere una sorta di monopolio (assieme al manifesto) per quanto riguarda la pubblicità esterna.
- Possibilità di essere posizionati in maniera strategica (ad esempio in prossimità di un punto vendita o comunque in aree ben precise).
- Possibilità di essere visto da molte persone e per molte volte.
- Sforzo minimo da parte dei destinatari (che non devono, ad esempio, sintonizzarsi su una rete o acquistare un giornale come invece accade per altri media).

Svantaggi
- Estrema sinteticità (di solito i poster sono messi in luoghi di passaggio, ad esempio lungo una strada, dove i tempi a disposizione per la lettura sono minimi - ma non necessariamente: basti pensare ai poster alle fermate della metropolitana).
- Impossibilità di essere diretti in maniera selettiva verso uno specifico destinatario (a differenza di altri media è molto più difficile prevedere chi vedrà un poster).
- Eventuale immagine negativa del medium che può riverberarsi sulla pubblicità (talvolta la cartellonistica ambientale è stata ritenuta deturpante per il paesaggio e distraente per chi guida un veicolo).

## Tipi
- Poster motivazionali: tipo di poster comunemente disegnato per essere usato in scuole e uffici. Lo scopo è quello di far vedere alle persone le cose che si fanno o che si imparano con un'ottica diversa[6]. Dei "poster motivazionali" fanno parte anche i demotivational posters, che si costruiscono nello stesso modo dei poster motivazionali però contengono battute satiriche.

### Dipinto
Quasi tutti questi cartelloni pubblicitari venivano dipinti in grandi studi. L'immagine veniva proiettata sulla serie di pannelli di carta che componevano il cartellone. Venivano realizzati disegni a linea, poi tracciati con una rotella per pounce che creava linee forate. I modelli venivano quindi "pounced" (trasferiti) sulla tavola con un sacchetto di pounce riempito di gesso, segnando i contorni delle figure o degli oggetti. Utilizzando vernici ad olio, gli artisti usavano pennelli grandi per dipingere l'immagine. Una volta installati i pannelli con gru idrauliche, gli artisti salivano sul cartellone installato e ritoccavano i bordi tra i pannelli. Questi grandi cartelloni dipinti erano particolarmente popolari a Los Angeles, dove storiche aziende come Foster & Kleiser e Pacific Outdoor Advertising dominavano l'industria. Alla fine, questi cartelloni dipinti cedettero il passo alla riproduzione grafica, ma i cartelloni dipinti a mano sono ancora in uso in alcune aree in cui è richiesto solo un singolo o due cartelloni. La "Sunset Strip" a Los Angeles è una zona in cui i cartelloni dipinti a mano possono ancora essere trovati, di solito per pubblicizzare film o album in uscita.

### Artisti

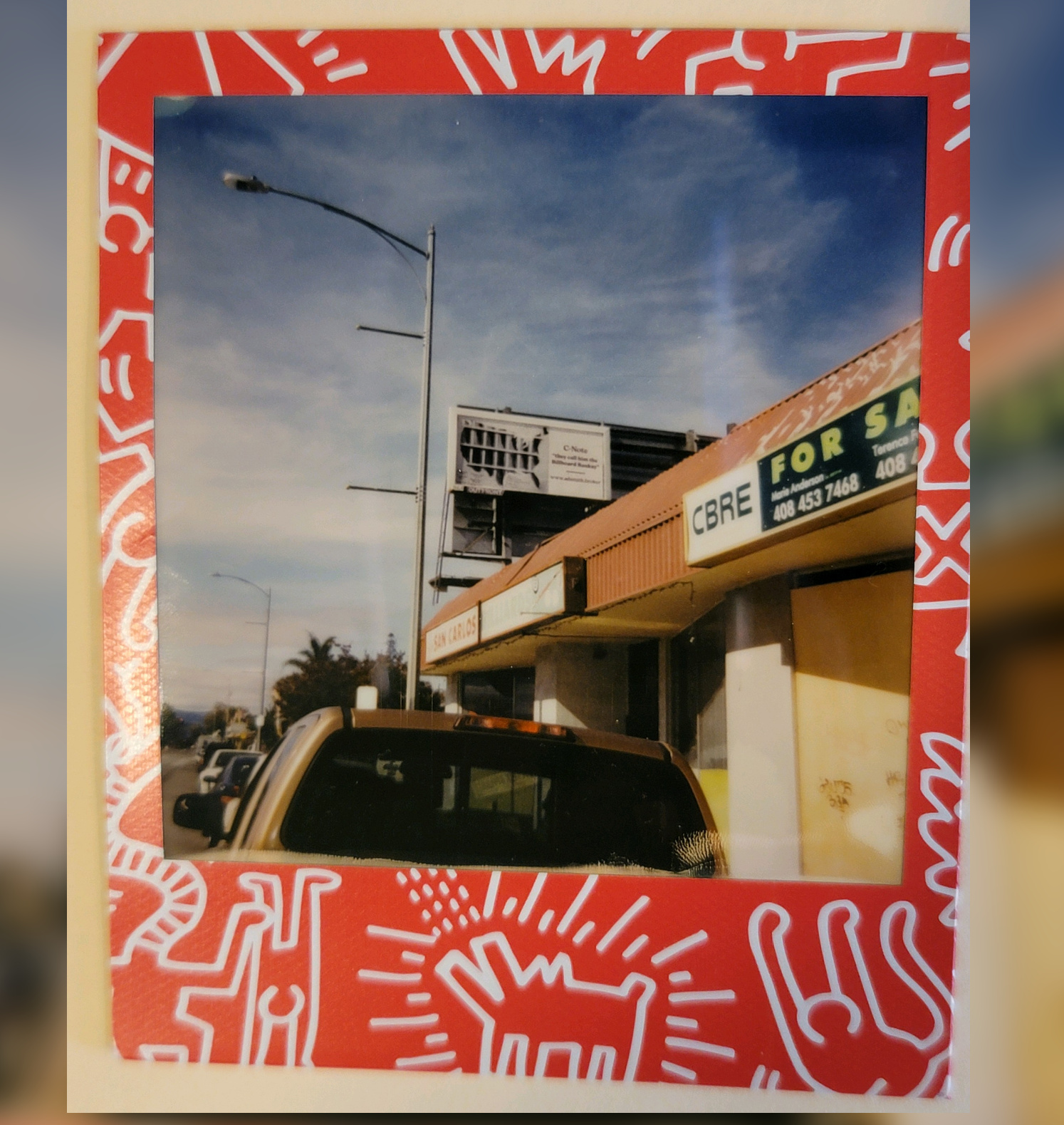
"Guarda in su!" Silicon Valley, California, 2021, con l'opera Incarceration Nation

Le mostre d'arte su un cartellone pubblicitario o su più cartelloni sono spesso chiamate cartelloni d'arte degli artisti o billboard artistici. Queste mostre sono solitamente organizzate da curatori d'arte non istituzionali e presentano artisti emergenti o al di fuori dell'istituzione. I cartelloni d'arte degli artisti sono stati un mezzo o un veicolo chiave per esplorare ed esprimere le idee e le strategie dietro i movimenti artistici più importanti degli ultimi cinquant'anni: concettualismo, dematerializzazione, temporalità, appropriazione, questioni di autorialità, critica socio-politica, critica istituzionale, coinvolgimento politico diretto, come la difesa delle voci delle minoranze come donne, gay, neri, diverse etnie, ecc., e le preoccupazioni postmoderne sulla differenza tra realtà e rappresentazione, tra molte altre.
A volte, la frase "Guarda in su!" viene utilizzata nei comunicati stampa, da giornalisti di cronaca artistica, nei titoli degli eventi o informalmente, per descrivere queste mostre che si trovano letteralmente nel cielo.

### Digitale

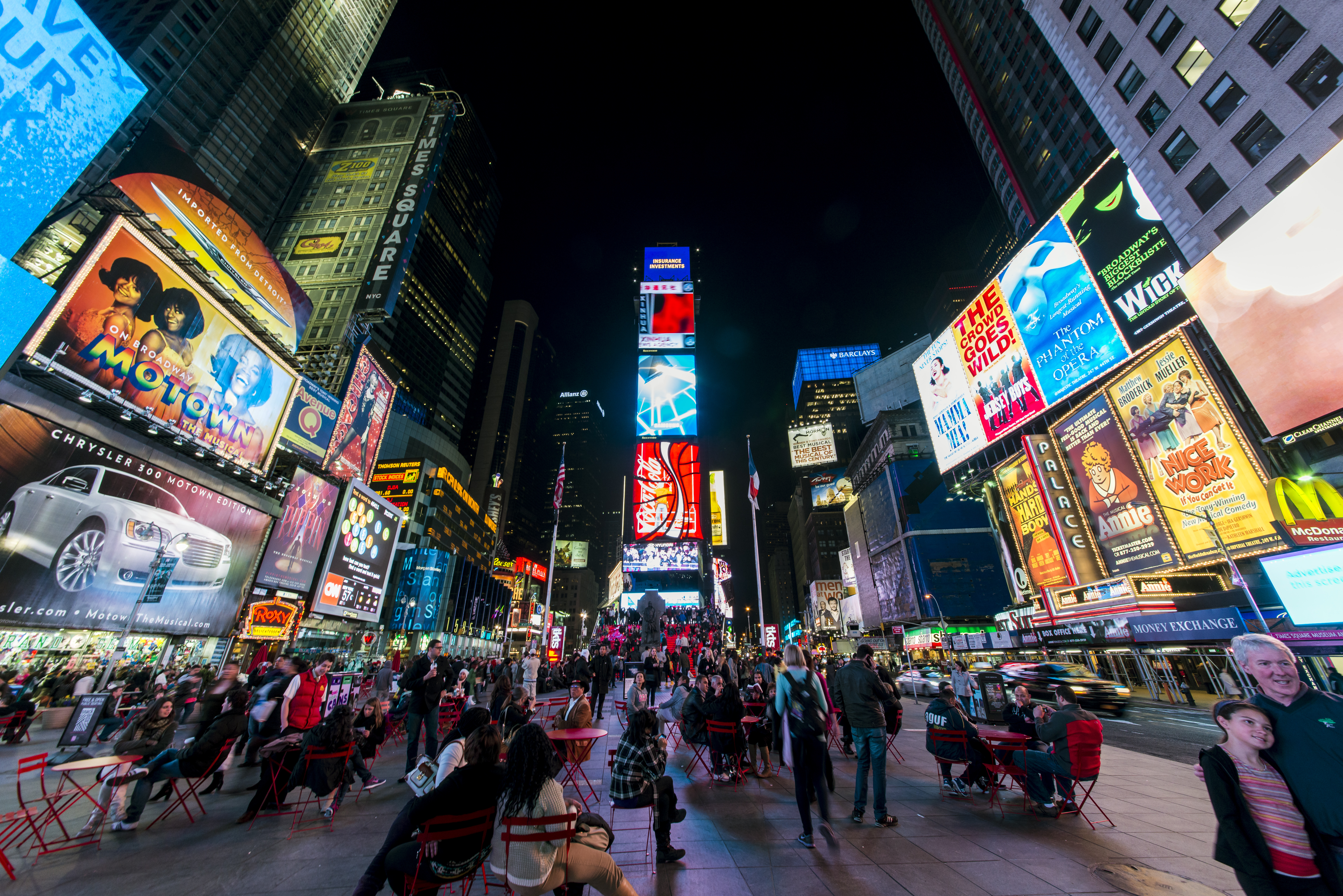
I cartelloni digitali abbondano a Times Square, Manhattan.

Un cartellone pubblicitario digitale mostra immagini e testi variabili creati con programmi e software informatici. I cartelloni pubblicitari digitali possono essere progettati per mostrare testo in movimento, avere diversi display dalla stessa azienda o fornire a diverse aziende uno slot temporale durante il giorno. La pianificazione flessibile e in tempo reale può ridurre i costi tradizionali di manutenzione e alcuni cartelloni possono misurare il pubblico o offrire contenuti dinamici. L'utilizzo dinamico dei cartelloni pubblicitari digitali è stato chiamato pubblicità fuori casa programmabile. I poster dei cartelloni possono riprodurre audio utilizzando inchiostro conduttivo; quando toccati, i poster iniziano a riprodurre suoni.

### Mobile

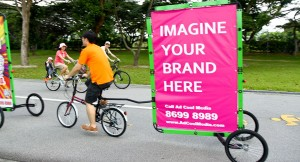
Cartellone mobile a East Coast Park, Singapore

La pubblicità all'aperto, come un cartellone mobile, è efficace perché è difficile da ignorare. Secondo un sondaggio nazionale nel Regno Unito, è anche memorabile. Capitol Communications Group ha scoperto che l'81,7% di coloro che hanno partecipato al sondaggio ricordava le immagini viste su un cartellone mobile a immagini multiple. Questo confrontato con un tasso di conservazione del 19% per i cartelloni statici.
A differenza di un normale cartellone pubblicitario, i cartelloni mobili possono raggiungere direttamente il loro pubblico di destinazione. Possono essere posizionati ovunque ci sia un flusso intenso di persone a causa di un evento, compresi centri congressi, stazioni ferroviarie, aeroporti e arene sportive. Possono ripetere percorsi, garantendo che il messaggio dell'inserzionista non solo venga notato, ma che le informazioni vengano trattenute attraverso la ripetizione.

### Altro

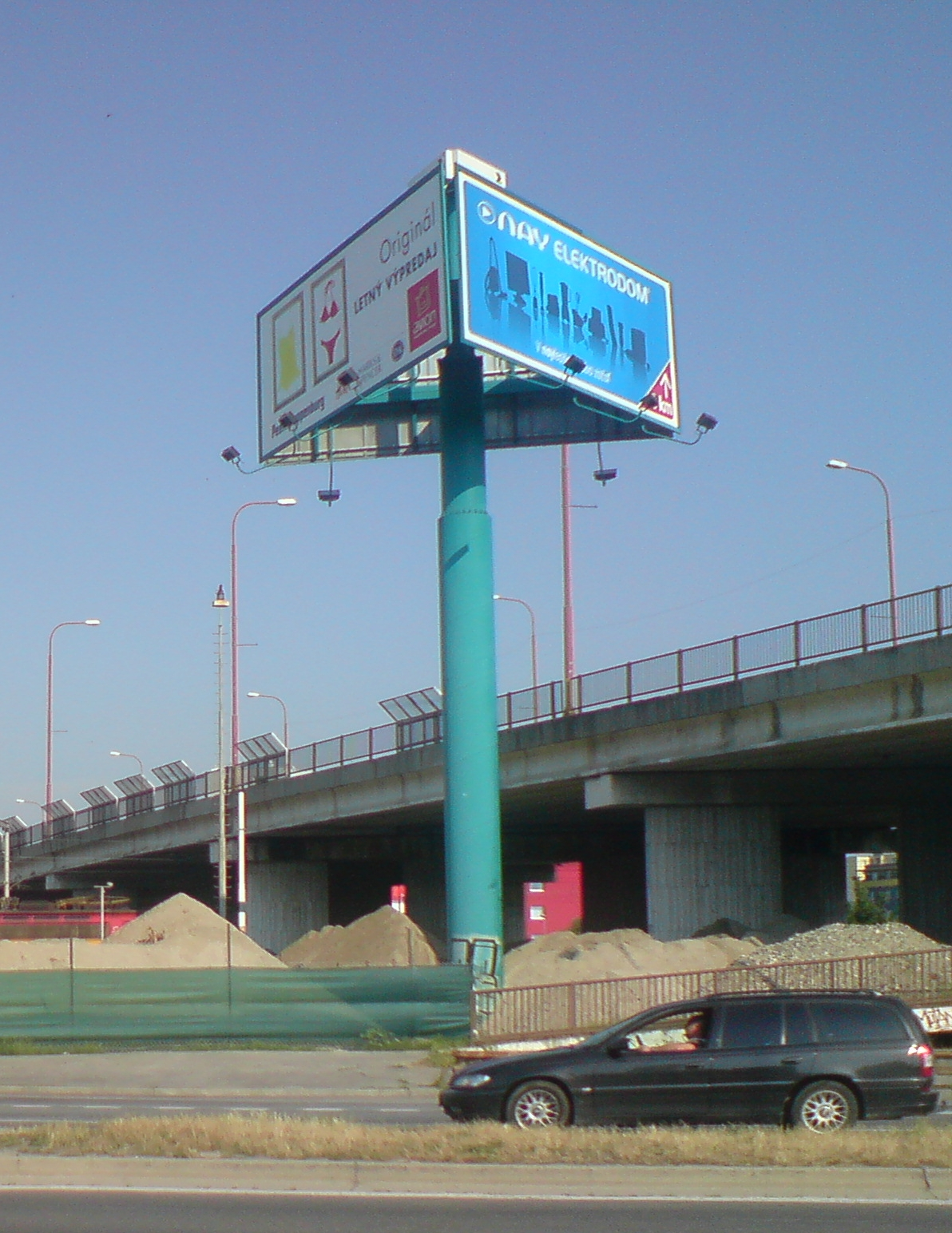
A tre facce

Comuni lungo le autostrade sono i cartelloni a due lati liberi così come quelli a tre lati. Altri tipi di cartelloni includono la bicicletta cartellone pubblicitario attaccata alla parte posteriore di una bicicletta o il cartellone mobile, un rimorchio pubblicitario speciale per issare grandi bandiere. I cartelloni meccanici visualizzano tre messaggi diversi, con tre annunci attaccati a un nastro trasportatore all'interno del cartellone. Ci sono anche cartelloni tridimensionali, come quelli a Piccadilly Circus, Londra. I cartelloni tradizionali sono costituiti da un annuncio di grande formato stampato su un materiale resistente come il vinile; questo viene posizionato su una grande struttura metallica, il che lo rende uno dei mezzi con la maggiore visibilità e alto impatto nel campo della pubblicità.

### Multiuso
I cartelloni possono avere un'utilità multipla. Un cartello pubblicitario può integrare il suo scopo principale con un'antenna per le telecomunicazioni o un supporto per l'illuminazione pubblica. Di solito, la struttura ha un palo in acciaio con una flangia di accoppiamento sulla struttura del cartellone pubblicitario sovrapposta che può contenere antenne per le telecomunicazioni. L'illuminazione, i cavi e le antenne sono posizionati all'interno della struttura.

## Poster multifunzione
Vi sono tipi di poster che possono essere utilizzati per funzioni alternative ai soli fini commerciali. Una struttura di insegne pubblicitarie può venire utilizzata anche per ospitare illuminazione pubblica e perfino stazioni radio base per telecomunicazioni. Solitamente la struttura portante è costituita da un palo in acciaio con flangia di accoppiamento alla struttura sovrastante di sostegno delle insegne pubblicitarie che possono contenere le antenne per telecomunicazione. I cavi di alimentazione dei corpi illuminanti e delle eventuali antenne sono interni alla struttura e fissati su apposite tesate in fune d'acciaio.
Questo tipo di struttura coniuga più funzioni, evitando la costruzione di pali per telecomunicazioni che possono deturpare il paesaggio urbano.